# Астория (хотел в Солун)
„Астория“ (на гръцки: «Αστόρια») е исторически хотел в град Солун, Гърция.

## Местоположение
Сградата е разположена на ъгъла на улица „Агия София“ и „Йоанис Цимискис“.

## История
Сградата е построена в 1929 година по проект на архитект Александрос Дзонис и е собственост на братя Говедарос и Мавровитис. Първоначално е проектирана като жилищно имение, според изискванията на времето. По-късно обаче е използвана като хотел - бившия вече хотел „Астория“, луксозен хотел, заедно със съседния „Валканики Европи“, „Модерн“ на улица „Егнатия“ и „Турист“. „Астория“ е един от малкото хотели по това време с баня в някои от стаите. На приземния етаж на хотела работи легендарното кафене „Астория“, което е интелектуално средище и място за срещи на писатели и просветни дейци. По време на германската окупация на Гърция в сградата се помещава Департаментът за военно управление на Военната администрация.
В хотела в 1948 година отсяда преди смъртта си известният американски журналист Джордж Полк и 24 часа след изчезването му хотелът го обявява за изчезнал.
От началото на 1970 година до 1984 година сградата функционира като гинекологична клиника под името „Елевто“. По-късно сменя предназначенията си, като последното използване е това на Института по естетика от 2000 година до днес.
Зданието е обявено за културна ценност и е включено в списъка в 1983 година.

## Архитектура
В архитектурно отношение сградата се състои от мазе, приземен етаж, мецанин и пет етажа, последният от които е по-късно добавен. Строителният материал е стоманобетон - материал, който е широко използван по това време. Подобно на повечето сгради по това време, и тази е организирана около вътрешен двор със стъклен покрив и трафикът вътре е разпределен по периметъра му. Също така се наблюдава издигането на ъгловия край и на неговия кулообразен корпус. Сградата е много интересен обект за изследване, тъй като освен еклектичните елементи, има елементи от ар нуво и ар деко, но също така и морфологични елементи от френския класицизъм и Втората империя. Фасадите са украсени с корнизи, навеси и богато декорирани прегради. В интериора декорацията включва растителни елементи.